# Jacob Venndt

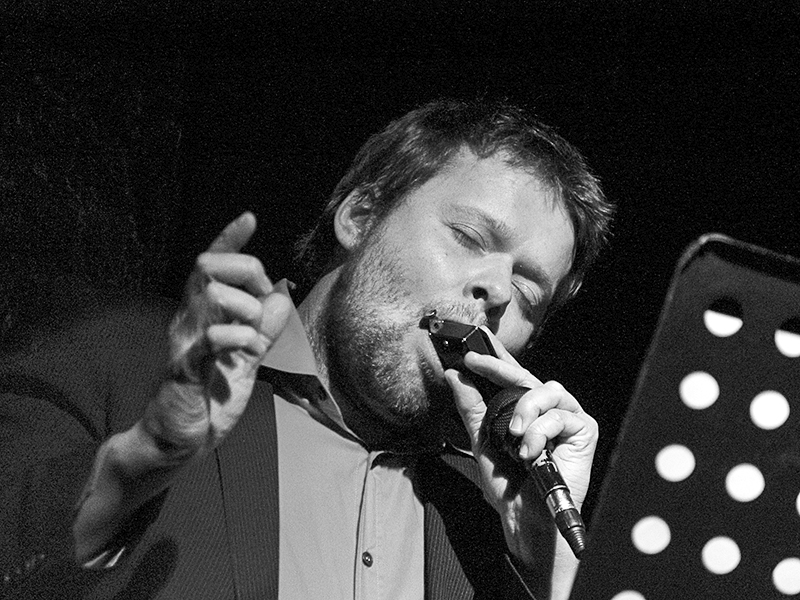
Jacob Venndt (2011)

Jacob Venndt (* 1977) ist ein dänischer Jazzmusiker (Bass, Mundharmonika, Melodika, Komposition).

## Leben und Wirken
Venndt studierte von 1997 bis 2006 an Det Kongelige Danske Musikkonservatorium, aber auch (2001) in Trondheim und (2005/2006) in Banff bei Bassisten wie Avishai Cohen, Marc Johnson, Richard Bona, Thomas Ovesen und Jens Jefsen und den Komponisten Jørgen Emborg, Lars Jansson und Butch Lacy.
Venndt leitete eigene Bands und spielte im Duo mit dem Gitarristen Jens Christian Kwella und dem Pianisten Pojken Flensborg, mit denen er Alben vorlegte. Weiter gehörte er zum Trio von Christian Alvad, zum Kontrabass-Trio The Bumblebees und zur Dixieland Gipsy Band. Er ist auch auf Alben von Dina Al-Erhayem, Thera Hoeymans und Esben Langkniv zu hören.
2001 gewann Venndt den Nachwuchswettbewerb der Dänischen Jazzföderation. 2005 erhielt er den Musikpreis der Stadt Holstebro.

## Diskographische Hinweise
- Kwella/Venndt Duo Kindered Spirits (2001)
- Jacobs Scrapbook (2003, mit Fredrik Lundin)
- The Debut Concert (2006)
- Flensborg/Venndt Halløj i klaverbutikken (2008)